# 朴齊家
朴齊家（韓語：박제가，1750年11月5日—1815年4月25日），字次修、又字在先，号楚亭、苇杭道人，晚年号贞蕤，朝鲜实学北学派代表人物之一，诗人，与李德懋、柳得恭、李书九被誉为朝鲜“四家诗人”。:191-192:1294-1295:394-395
朴齐家一生著述较丰，撰有《贞蕤阁诗集》（4卷）、《贞蕤阁文集》（5卷）、《北学议》、《进疏本北学议》等，以及收录他与中国中国学者往来书函的《缟苎集》。这些著作全部被收录于《楚亭全书》。:195

## 生平
朴齐家出身于朝鲜汉阳两班贵族家庭的庶族。他15岁时就因善诗、书画而闻名，19岁时出版了自己的诗集《楚亭集》:191。他与李德懋、柳得恭、李书九被誉为“四家诗人”。他们的诗由柳得恭的叔父柳琴编纂成《韩客巾衍集》（又称《四家诗集》），并在他随朝鲜使团入清时传到燕京。清朝吏部考功司员外郎，清朝著名文学家李调元为“四家诗”撰书评，并把他们的诗介绍给当时《四库全书》分校官，文坛名士潘庭筠。两人对“四家诗人”的作品作了评价，并以《笺注四家诗》为书名出版。潘庭筠说：“楚亭诗，脱手如弹丸，不为僻俗之音……襟期磊落，如见其人。”朴齐家为此深受鼓舞，一直希望能到北京亲自与清朝文人交流。:191-192:1294-1295:394-395
1778年3月，朴齐家如愿以偿，出访北京拜访了李调元和潘庭筠。之后，他又于1790年5月、10月和1801年三次随朝鲜使团出使北京，先后与诸多清朝文人结下深厚友谊。年近八旬的礼部尚书《四库全书》总编纂官、清朝实学家纪昀还亲自去朝鲜馆回访朴齐家，并在朴齐家回国后，用绢写下“偶然相见即相亲，别后匆匆又几春；例履常迎天下士，吟诗最忆海东人”的诗句，托使臣捎给正祖转交朴齐家:192-193。在朴齐家四次出访期间，他结识了100多名清朝名士，并与他们进行了广泛的交流。他对清朝车、船、田制方面进行了深入的考察。在他访问北京期间，正值清朝实事求是的考证学风靡之时，这使原本就对程朱理学持怀疑态度的朴齐家更加开阔了眼界，发展了北学理论:193-194。1801年，在朴齐家最后一次出访北京时，他携带了自己的诗集《贞蕤稿略》。该诗集后被收录于吴省兰主编的清朝畅销书《艺海珠尘》中。
1801年（纯祖元年），老论派以安东金氏为靠山，以禁止天主教为名，残酷镇压南人派，史称“辛酉邪狱”。朴齐家以其亲家尹行恁凶书案同党的罪名，被发配到图们江边的钟诚。1801年，正祖妃下令释放朴齐家，他才得以归还故里。:195

## 思想

### 北学思想
针对朝鲜的小中华思想，朴齐家指出明朝被女真灭亡后，中国虽然天崩地坼，剃发胡服，但华夏之遗风余烈犹存，而且华夏优秀传统文化与夷狄落后文化也是可以区分的。他认为在异质文化融合的过程中，先进文化总是会同化落后文化，即便是落后民族以暴力侵夺先进民族的时候也不列外。因此，在中国被胡人所夺后，朝鲜士大夫连同华夏一并鄙夷之，进而闭关锁国是不明智的。朴齐家倡导师夷狄的开放理念，北学中国，“师夷制夷”（“师夷长技以制夷”）。这一方面是复兴华夏文化，另一方面则恰似欲报其仇，思夺仇之剑。他把尊与攘统一起来，认为攘夷才能尊周，尊周才能攘夷，攘夷必须尊周，尊周必须攘夷，而不像俗儒那样把二者对立起来，攘不能尊，尊不能攘。:200-204
朴齐家认为培养人才，引进技术是改变朝鲜落后状况的当务之急。由于百余年来，朝鲜士大夫鄙视清朝统治，不肯治译学，致使翻译人才奇缺。他认为培养翻译人才是力学中国的重要方面。他甚至提出举国人尽弃本语的极端主张。除了学汉语外，他还主张学习其它邻国语言，他说：“如有一朝之虞，则非特习汉语而已，凡满洲、蒙古、日本之语皆可学而不羞。”他主张派学人到中国留学是打破语言障碍，加强沟通的最佳方法。他建议朝鲜不仅引进中国，还要引进外国的技术和人才，招聘些明于几何，精通“利用厚生”之方的西洋人，让朝鲜的年轻人学习天文历学、农桑、医药、建筑、采矿、造船、武器等科学技术。他主张如果有外国船只漂流到朝鲜海岸要以礼相待，以便学习他们的技术，了解他们的风俗，从而增长朝鲜人的见识。:210-214

### 发展农业
朴齐家认为朝鲜要发展农业首先要取剔各种巧立名目的剥削，同时还要变革职业观，兴起两班也从事农工商业的风气，特别是要改革科举制度。朝鲜每三年一次的定期科举考试的应试者有十万余人，再加上不定期的别试、乡试，官员候补者的人数和非农耕人数不断增加。朴齐家认为只有废除或革新科举制度，农业才可望有所发展。:149
朴齐家非常重视农业生产技术与方法，认为农业技术的开发和普及是发展农业的关键。他认为土地生产率的提高靠的是人不是土地面积，是土地、农具、种子改良、施肥除草作业的综合结果。他提倡改良和普及牛车，以提高农业生产率和便于运送肥料。他还建议从中国引进更为有效的农具，并通过屯田向农民示范新农具的使用方法。此外，他还倡导改良种子并采用移秧的耕作方法，反对朝鲜政府直播并禁止移秧的做法。:216-219
与其他重视发展农业的朝鲜实学家不同，朴齐家在重视农业的同时也非常重视工商业和交通运输对农业发展的促进作用。他认为农、工、商、渔、副业之间存在着相互促进的辩证关系，摆脱了重农轻商的传统农业观点的束缚。:220-221

### 发展工商业
北学派发展工商业的思想，洪大容和朴趾源都有所论及，但不系统。朴齐家在此基础上深入了一步，作了较为系统的阐述:221。针对当时朝鲜鄙视商业的社会现实，朴齐家通过中国与朝鲜的对比予以驳斥。他说在中国穷则为商，只要能保持贤节，风流名节也不会受损。儒生直入书肆，宰相有时也亲自到隆福寺购买古董，而朝鲜的士大夫宁肯去游食也不愿从商:224-225。朝鲜士大夫社会分为“阀阅”和“士”两类。阀阅是世袭独占的特权士大夫集团。士是那些仕途不遇，失去原有政治地位的失权阶层。士虽然与阀阅同属两班贵族，但不少士在经济上破产，与庶民（农、工、商）阶级没什么两样，唯一不同的就是有知识:102。这些穷困潦倒的士构成朝鲜游民的大多数。朴齐家认为要想国富民强，就必须消除这些众多的游食之辈，经商则是士最理想的工作:228。
朴齐家认为商品流通是生产与消费的中间环节。商业活动虽然自身不直接创造民生器物，但可以是其它各业兴盛，因此要注重经商。他很有超前意识，主张通过消费促进生产发展，而不是节约节俭，含有近代经济思想因素:221-227。朴齐家赋予商业很高的地位。他认为处于农、工各业中间的商业一方面使天、地、人之道得以实现，另一方面商业把天地物产赋予人，以实现利用厚生的人道价值，因此商业同其它产业一样也是利用厚生的重要方面:226。
朴齐家工商思想超出前人的地方是他重视工商活动对人的教化作用，重视琐屑的处世待人之规。他认为大易之取象，《诗经》之起兴都不是凭空而然的。圣人之心都是以琐屑之物为根据的，因此对一般人的教化就更离不开器物之资了。他说：“虫之生于花者，翅须犹香，生于秽者，蠢息多丑。物固如此，人亦当然。生长于韶华锦绣之中者，必有异于汩没于尘埃薄陋之地者。吾恐我国之人之须翅不香也。”:229-232

### 发展交通
朴齐家和其它北学派的代表人物一样都非常重视车制和交通，视其为物业交流、繁荣经济、实现利用厚生的重要手段。针对当时朝鲜有些人认为修路会占农地的说法，他引用了洪大容的话，批驳说虽然修路会占些田地，但修路所带来的利是远大于弊的，况且朝鲜的地形并不像中国的四川，车行则路自成，筑路成本也不高。他还以史为鉴说：“辄曰山川险阻，夫罗丽以前，无不用车之理。”（尊贵守旧的俗儒动辄就说山川险峻，不适修路用车，其实早在新罗和高句丽时期就有车制了，岂有不用车的道理！）他批评说：“我国无用之儒，古无而今有；有用之车，古有而今无。利害之相反至于此极，民之憔悴，固无足怪矣。”:232-234
朴齐家认识到交通运输的落后使朝鲜变得益发闭塞和没落。牛车当时在朝鲜很不普及，畜力车笨重使用不广泛，影响了朝鲜道路的建设。由于交通不便，朝鲜各地的农产品不能有效地进行交换，虾酱和黄花鱼酱在一些地方甚至成为稀罕之物。朴齐家认为造车修路可以载运万物是利莫大焉：“车出于天，而行于地，万物以载，利莫大焉。而我国独不行，何也？”。他和洪大容一样主张向中国学习造船技术，大力发展水上运输，认为大量造船不仅可以富国还可以强兵。:234-237

### 发展对外贸易
朝鲜的对外贸易基本上就是鸭绿江沿岸与清朝的贸易和釜山镇东莱倭馆的对日贸易。与高丽时期相比，朝鲜的海运业已经衰退，海上的对外贸易除了走私贸易外就别无其它了。由于不知海外事情，人们的思想也愈发封闭。北学派秉持海外通商论，倡导发展对外贸易。朴齐家的对外贸易思想与现代的观点很相近。他认为国小民贫，资源有限，开展对外贸易是摆脱贫困的必要途径。朝鲜三面环海有着很好的海外贸易条件，同时也有着巨大的经济利益。在对外贸易对象的选择方面，他主张应先与中国通商，待国立稍强后再与其它国家发展贸易，并把中国山东和浙江等东南沿海地区作为首要的贸易对象。此外，他还认为与外国通商带来的国际间的交往，对改变人们旧的思维方式和陈规陋习等方面有着重要的作用。:237-242